# 出雲市立稗原小学校
出雲市立稗原小学校（いずもしりつ ひえばらしょうがっこう）は、島根県出雲市にある公立小学校。略称は稗小（ひえしょう）。
1992年より「稗原コミュニティスクール」と称した、併設する稗原コミュニティセンターならびに出雲市立稗原幼稚園と連携した活動を行っている。

## 沿革
- 1874年（明治7年） - 設置[2]。
- 1889年（明治22年） - 「稗原村簡易小学校」に改称[2]。
- 1892年（明治25年） - 「稗原村尋常小学校」に改称[2]。
- 1895年（明治28年） - 角谷に専用校舎を落成[2]。
- 1896年（明治29年） - 高等科を開設し、「稗原村尋常高等小学校」に改称[2]。
- 1919年（大正8年） - 県内の小学校では初となるピアノを設置[2]。
- 1930年（昭和5年） - 現在地に移転[2]。
- 1941年（昭和16年）4月 - 国民学校令施行に伴い、「稗原村国民学校」に改称[2]。
- 1947年（昭和22年）4月 - 学校教育法施行に伴い、「稗原村立稗原小学校」に改称[2]。
- 1955年（昭和30年）3月22日 - 出雲市への編入合併に伴い、「出雲市立稗原小学校」に改称[2]。
- 1970年（昭和45年） - 水泳プールを落成[2]。
- 1992年（平成4年） - 新校舎を落成[2]。稗原コミュニティスクールを開始[1]。

## 教育目標
- 温かいつながりの中で、目標に向かって粘り強く頑張る子どもの育成[1]

## 学区
- 出雲市
  - 稗原町
  - 野尻町
  - 宇那手町

出典：

## 進学先の中学校
公立中学校の場合。
- 出雲市立南中学校（出雲市朝山町）

出典：

## アクセス

### 自動車
- 国道184号と県道51号の交差点（出雲市朝山町）から、県道51号経由で約6分

## 周辺
- 稗原コミュニティセンター
- 出雲市立稗原幼稚園
- 出雲警察署稗原駐在所
- 稗原郵便局